# Matt Berquist
Matt Berquist (Waipukurau, 11 maggio 1983) è un rugbista a 15 neozelandese, gioca principalmente nel ruolo di mediano di apertura.

## Biografia
Nativo di Waipukurau, si forma all'Università di Otago, ha esordito in NPC con la maglia della formazione locale, per passare poi agli Hawke's Bay, dove si è messo in luce come uno dei migliori marcatori del torneo, portando la squadra dalle ultime posizioni alle semifinali e risultando il miglior realizzatore del 2009.
Sempre nel 2009 inizia a giocare anche nel Super Rugby, prima con la maglia degli Highlanders e poi con quella dei Crusaders, dove si fa apprezzare come back-up per Dan Carter.
Nel 2011 si trasferisce in Irlanda nelle file del Leinster ma un infortunio alla rotula lo costringe ad un lungo stop. A fine anno non gli viene rinnovato il contratto
L'anno successivo viene ingaggiato dal Biarritz, ma conclude la stagione con solo 6 punti in 3 partite.
Nell'estate del 2013 si trasferisce a Treviso in cerca di riscatto europeo. Nella terza giornata di Pro12 viene nominato Man of the match dell'incontro tra Treviso contro Munster con ben 19 punti.